# Prismatomeris tetrandra
Prismatomeris tetrandra är en måreväxtart som först beskrevs av William Roxburgh, och fick sitt nu gällande namn av Karl Moritz Schumann. Prismatomeris tetrandra ingår i släktet Prismatomeris och familjen måreväxter.

## Underarter
Arten delas in i följande underarter:
- P. t. malayana
- P. t. tetrandra